# Феродо

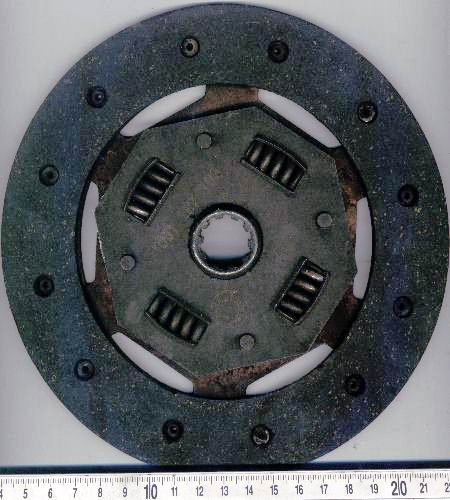
Автомобільний диск зчеплення з приклепаними кільцевими накладками

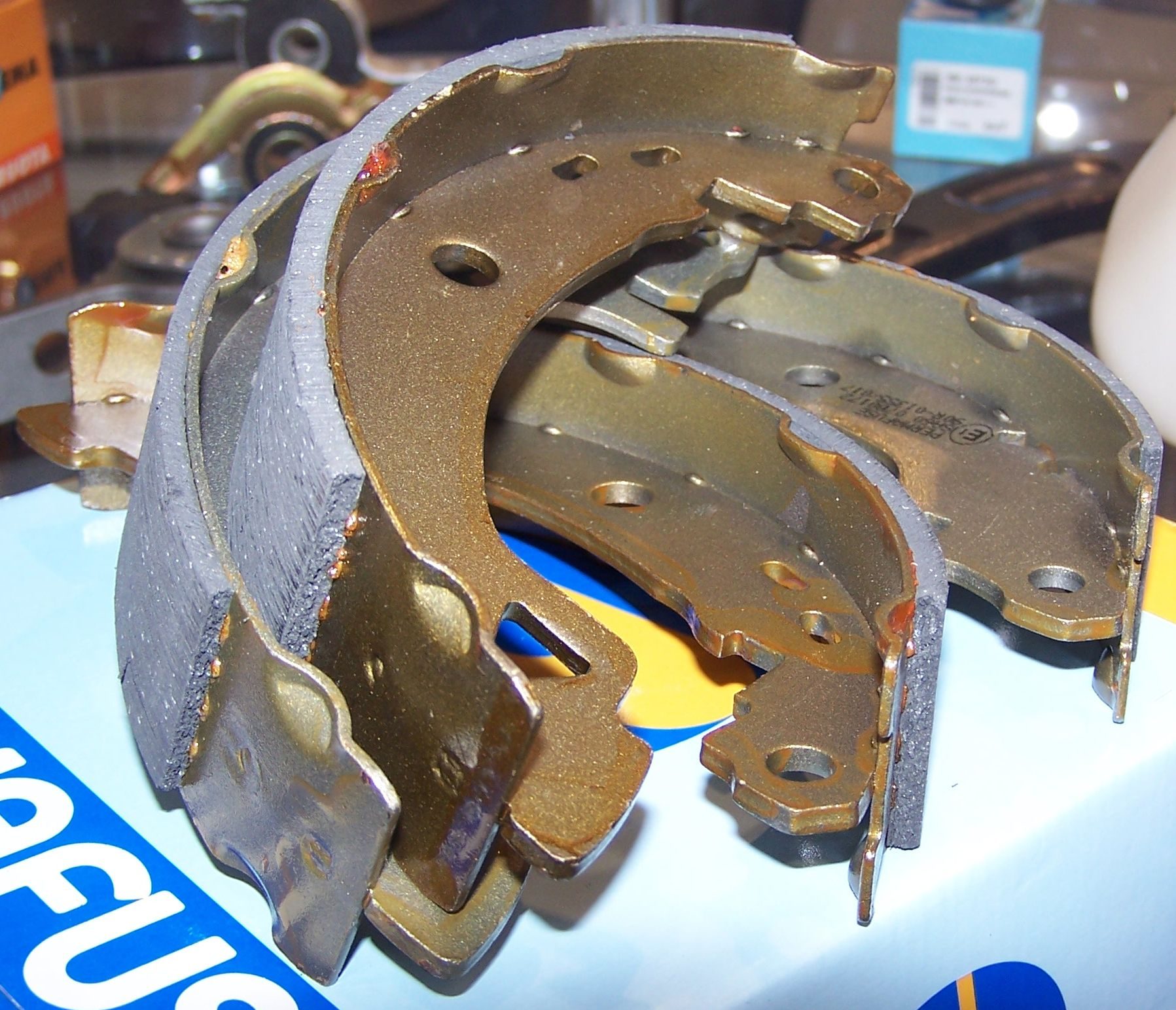
Гальмівні колодки з приклеєними накладками

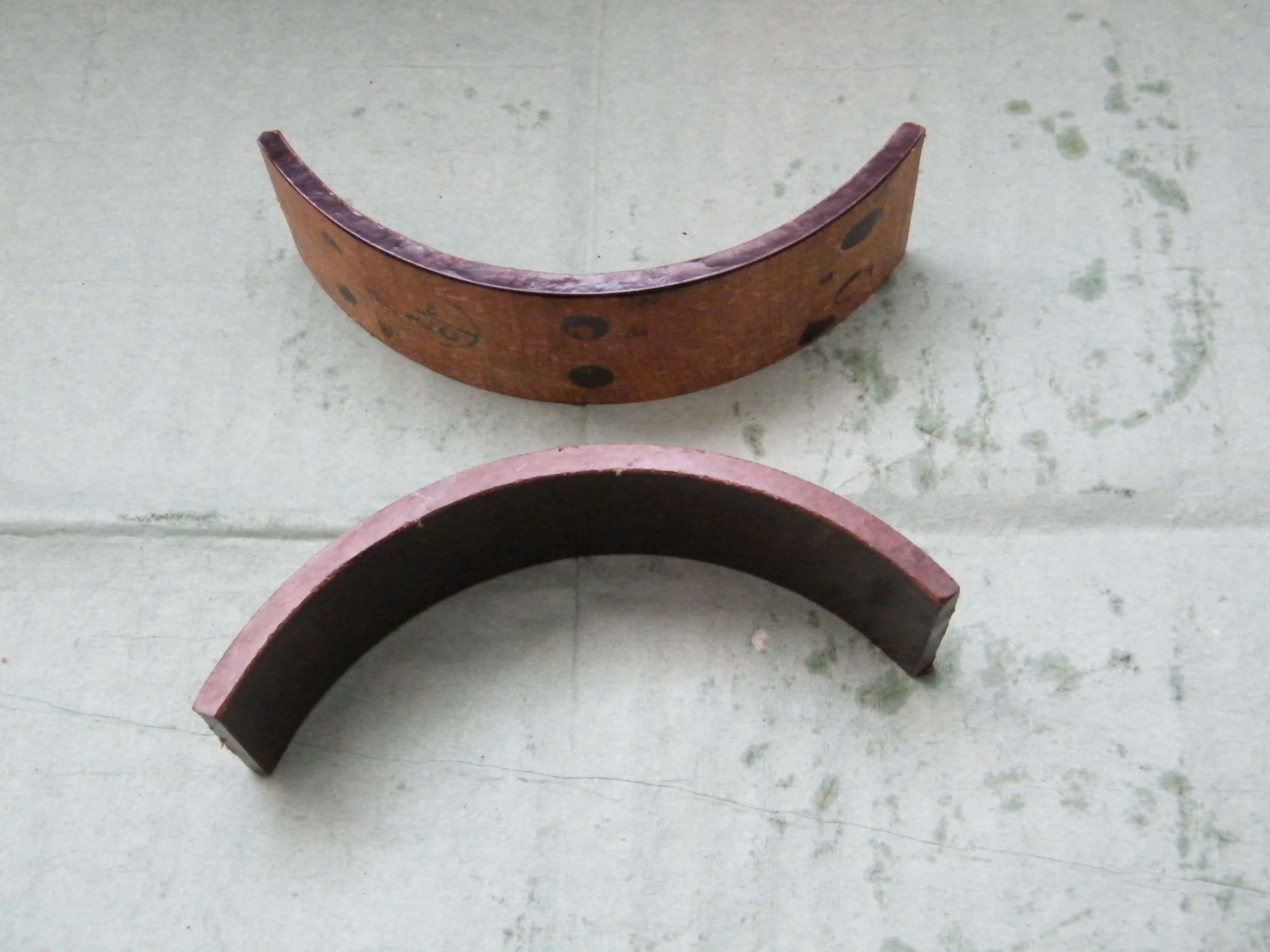
Гальмівні накладки (барабанний механізм)

Феродо (англ. Ferodo) — назва фрикційного термостійкого композитного матеріалу на основі азбестових волокон і фенолформальдегідної смоли. Є зареєстрованим товарним знаком Federal-Mogul Corporation [Архівовано 15 січня 2013 у Wayback Machine.], однак у ряді радянських джерел і в  українській розмовній мові часто використовується як власне ім'я.

## Опис
Матеріал являє собою жорсткі шорсткі пластини кольору від коричневого до темно-сірого, де проглядається волокниста або дрібнозерниста структура. До складу входить термостійкий наповнювач і термореактивна органічна зв'язувальна, додатково можуть вводитися армувальні волокна (органічні, мінеральні, сталеві), абразивні добавки та речовини, що підвищують коефіцієнт тертя. Зберігає працездатність при температурі поверхні тертя до декількох сотень градусів Цельсія.

## Застосування
Термостійкі композити даного типу застосовуються в високонавантажених фрикційних вузлах — гальмах і муфтах зчеплення транспортних засобів, верстатного та підйомного устаткування тощо Як правило, другим елементом пари, що треться є сталь або чавун. Збереження ефективності при високій температурі поверхонь тертя пояснюється тим, що в роботі при частковому вигорянні органічного сполучного на нагрітій поверхні утворюється щільний шар з неорганічних наповнювача, абразиву і фрикційних добавок, скріплений продуктами коксування органіки, сам по собі досить крихкий, але стійкий до стирання і перешкоджає подальшому перегріву тіла накладки. Неробоча ж поверхня накладки, як правило, щільно прилегла до металевої основи, добре охолоджується і залишається в необхідній мірі пружною і міцною аж до повного зносу деталі. Абразивні добавки в матеріал служать для збереження деякої шорсткості металевого елемента пари, що треться (до відомих меж підвищує тертя, не сильно впливаючи на знос) і очищення його від забруднень і продуктів розкладання органіки колодки.
До поверхні опорної деталі фрикційного механізму (колодки, диска) накладку спочатку приклепують потайними заклепками в багатьох точках, але в середині XX століття для з'єднання композитів з металом були розроблені досить термостійкі і міцні клеї, знову-таки на основі термореактивних смол.

## Історія
У 1897 році англієць Герберт Фруд (Herbert Frood) почав пошуки нового за складом і властивостями фрикційного матеріалу. Основною сировиною спочатку було бавовняне волокно — як в текстоліті, але в підсумку воно поступилося місцем набагато більш термостійкому азбесту. У 1920-ті роки компанія Фруда, названа Ferodo, ltd. (заснована 1897 р.), Контролювала вже помітну частину профільного ринку Великої Британії.
На початку XX століття подібні матеріали поступово витіснили з фрикційних вузлів шкіру і дерево, які повсюдно використовувалися спочатку і не давали збільшувати температури і енергопоглинання у фрикціонах і гальмах. Така заміна дозволила створити ефективні пристрої для автомобілів, літаків які стрімко розвивалися і значно вдосконалити багато промислових механізмів. Власне торгова марка «Ferodo» існує досі — серед багатьох інших виробників матеріалів з аналогічними властивостями. Канцерогенний азбест і токсичний фенолформальдегід поступово забороняються до застосування в більшості країн і замінюються іншими аналогічними компонентами.